# Amálie (Ruda)
Amálie (německy Amalienhof) je hospodářský dvůr a základní sídelní jednotka obce Ruda v okrese Rakovník ve Středočeském kraji.
Památkově chráněný zemědělský dvůr Amálie vznikl kolem roku 1820. Bažantice Amálie patří k prezidentskému sídlu v Lánech, její součástí je i lovecký zámeček, kde pobýval Václav Havel. První zmínky o umělém odchovu bažantů jsou z konce 19. a začátku 20. století.

## Galerie

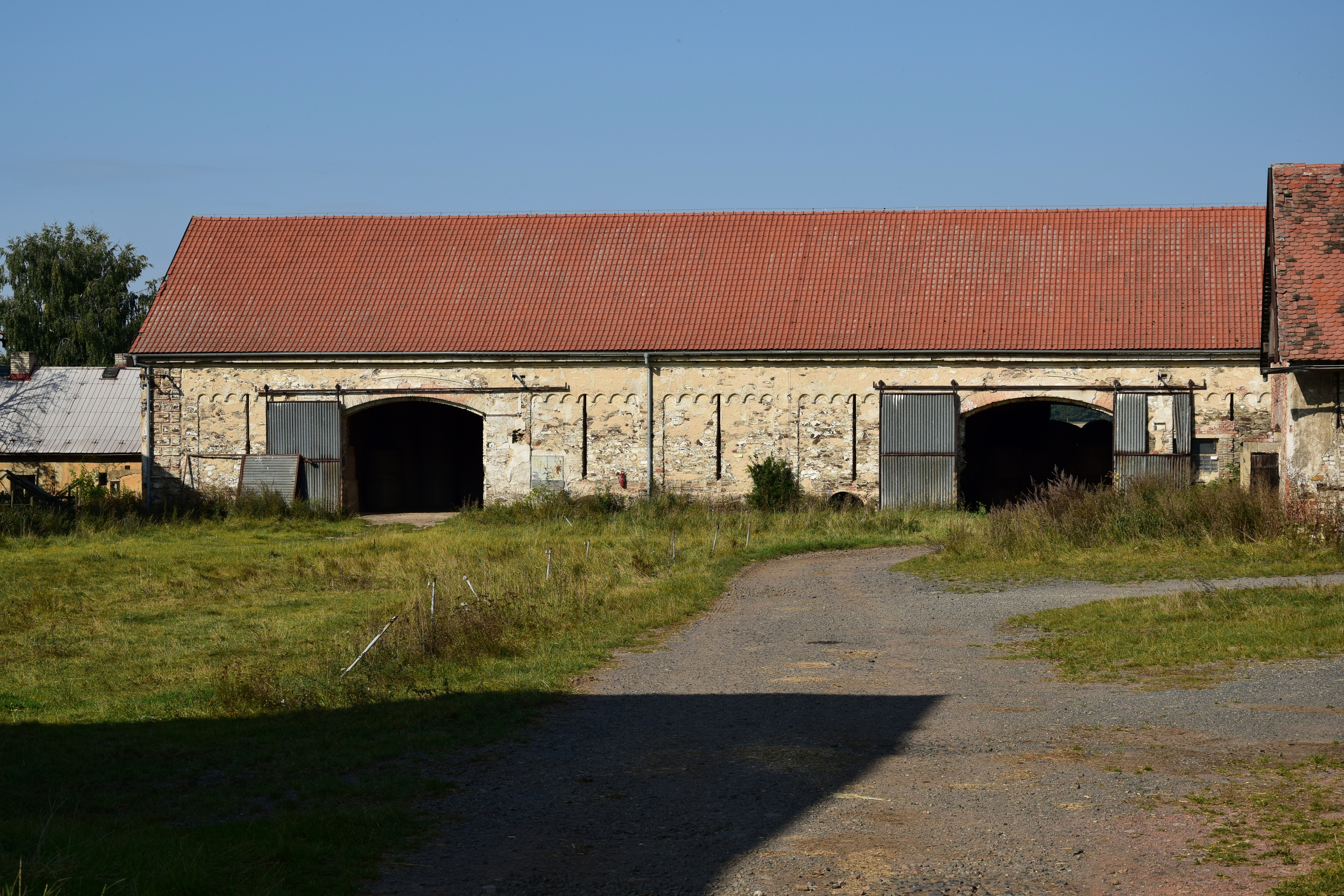
Stodola
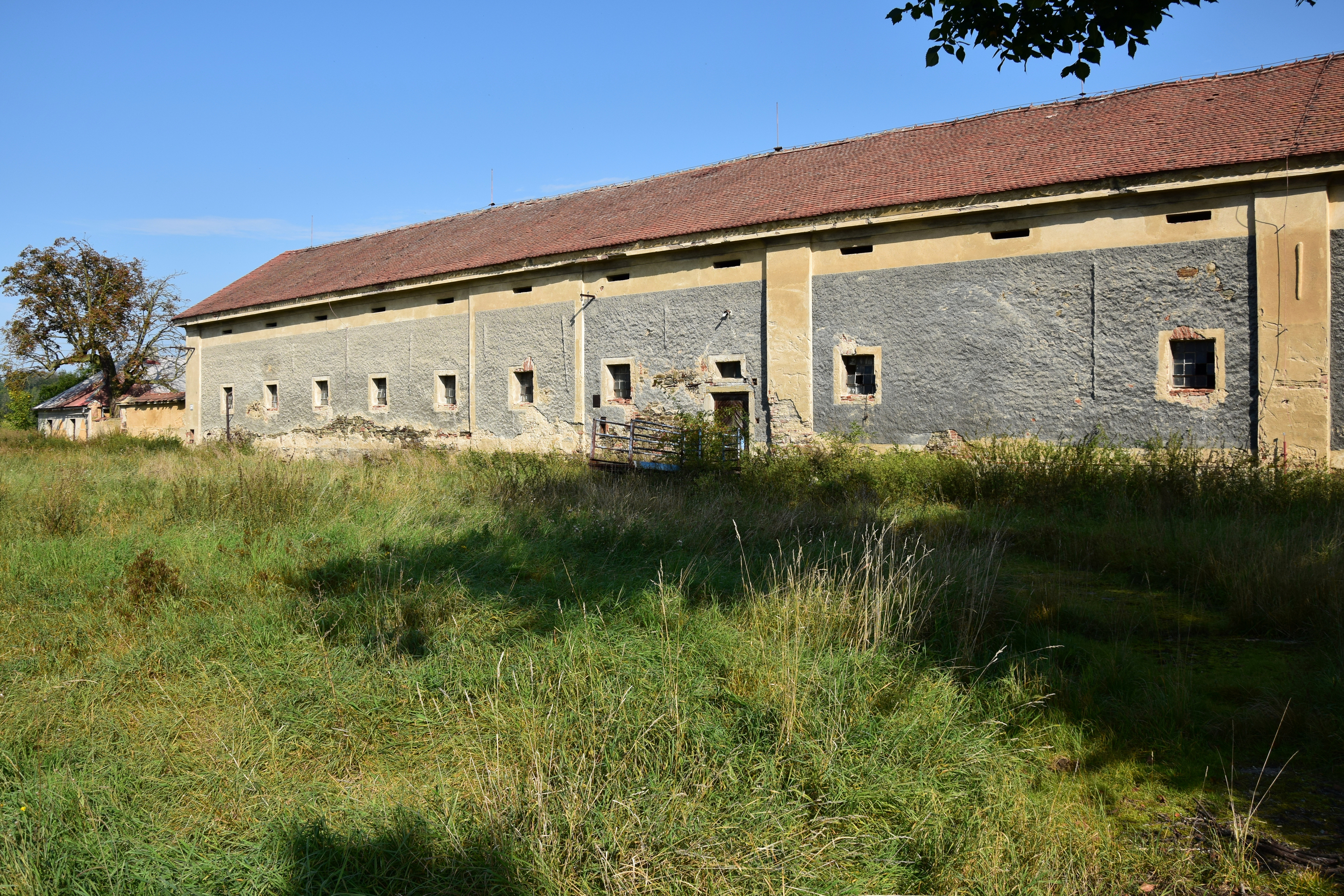
Chlév
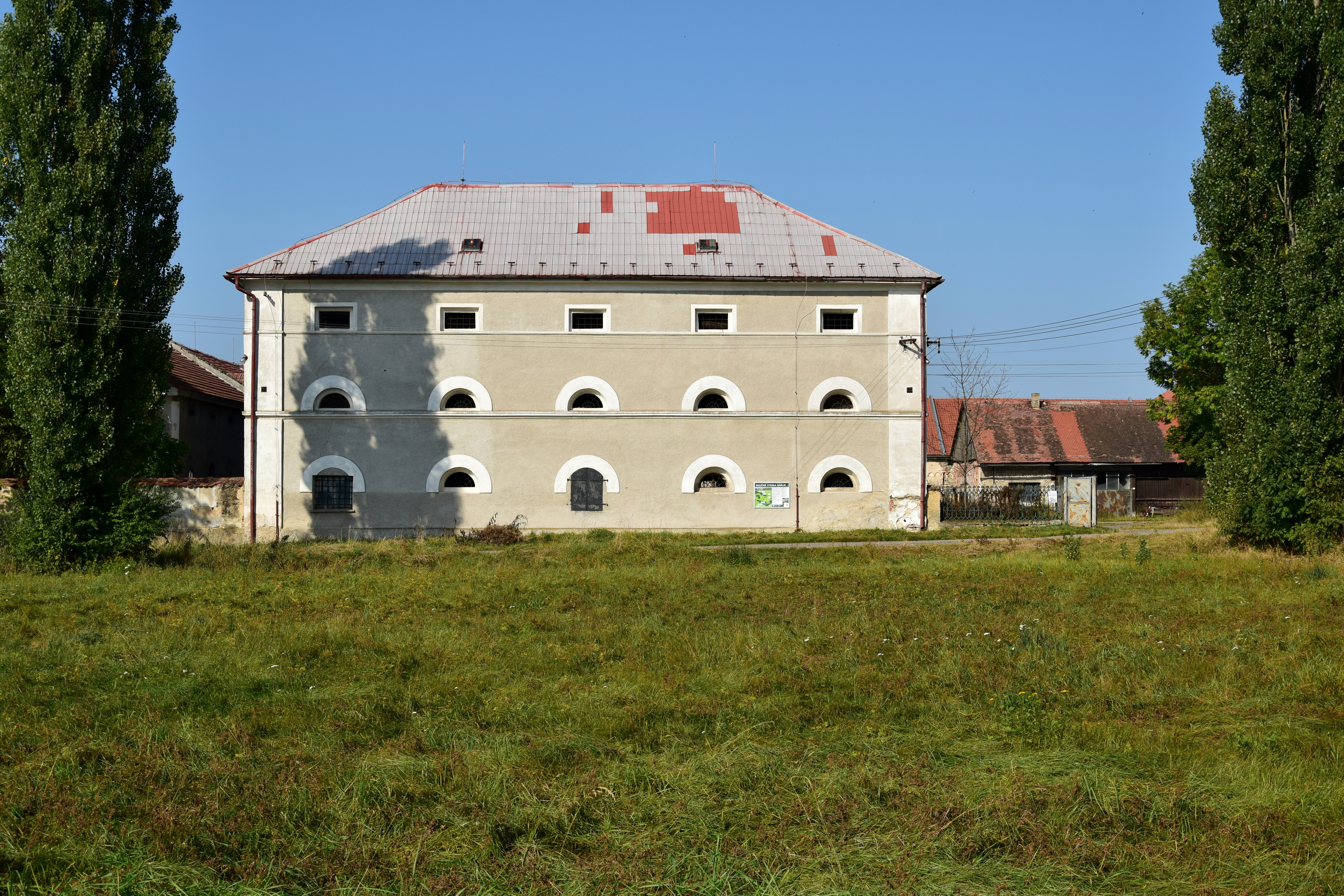
Sýpka